# برنارد روز
برنارد روز (بالإنجليزية: Bernard Rose)‏ (و. 1960 –  م) هو ممثل، ومخرج سينمائي، وكاتب سيناريو، من المملكة المتحدة، ولد في لندن.

## وصلات خارجية
- برنارد روز على موقع IMDb (الإنجليزية)
- برنارد روز على موقع ألو سيني (الفرنسية)
- برنارد روز على موقع أول موفي (الإنجليزية)
- برنارد روز على موقع قاعدة بيانات الأفلام السويدية (السويدية)
- برنارد روز على موقع إن إن دي بي (الإنجليزية)
- برنارد روز على موقع قاعدة بيانات الفيلم (الإنجليزية)
- برنارد روز على موقع كينوبويسك (الروسية)